# Colt Paterson
Colt Paterson je revolver enojnega delovanja, ki ga je leta 1836 skonstruiral ameriški orožar Samuel Colt.

## Opis in zgodovina
Colt Paterson je bil prvi večstrelni revolver, ki je za svoje delovanje uporabljal princip vrtečega bobniča z naboji in eno cevjo. Izdelal ga je ameriški orožar Samuel Colt, ki je princip delovanja orožja 25. februarja 1836 zaščitil s patentom v ZDA, Franciji in Angliji. Ime je dobil po kraju Paterson v New Jerseyju, kjer je imel Samuel Colt tovarno. Sprva so ta pet-strelni revolver izdelovali v kalibru .28, že leto kasneje pa so začeli izdelovati Colt Patersone v kalibru .36. Prvi modeli niso imeli nabijalnega mehanizma vgrajenega v ohišje, zaradi česar je moral strelec revolver delno razdreti, da je ponovno napolnil bobnič. Leta 1839 so začeli izdelovati Patersone z nabijalnim mehanizmom na ohišju, na obod bobniča pa so namestili prostore za netilke. Tako je strelec lahko ponovno napolnil revolver brez razstavljanja. Kasneje so te spremembe vgradili tudi na revolverje, izdelane med letoma 1836 in 1839. Paterson je imel zanimiv sprožilec, ki se je skril v ohišje kadar kladivce ni bilo napeto. 

## Uporaba
Republika Teksas je za potrebe teksaške mornarice kupila 180 revolverskih šibrenic in pušk ter enako število revolverjev. Paterson je bil tako v boju prvič uporabljen že leta 1836 v teksaški vstaji proti Mehiki.